# ماریو استانکانلی
ماریو استانکانلی (انگلیسی: Mario Stancanelli؛ زادهٔ ۱۱ ژوئن ۱۹۷۷) بازیکن فوتبال اهل ایتالیا است.
از باشگاه‌هایی که در آن بازی کرده‌است می‌توان به باشگاه فوتبال چیتادلا، باشگاه فوتبال پادوا، باشگاه فوتبال تریستیانا، باشگاه فوتبال ساسولو، باشگاه فوتبال آ.ث. میلان، و باشگاه فوتبال لیورنو اشاره کرد.
وی همچنین در تیم ملی فوتبال Italy U-18 بازی کرده‌است.